# غريغول دوليدزي
غريغول دوليدزي (25 أكتوبر 1982 في جورجيا - ) هو لاعب كرة قدم جورجي في مركز الوسط. شارك مع منتخب جورجيا لكرة القدم. أما مع النوادي، فقد لعب مع ديلا غوري ونادي زستافوني ونادي سيوني بولنيسي ونادي ميتالورغي روستافي وسیمرغ زاقاتالا ‏ وFC Spartaki Tbilisi ‏ وجوريا لانتشخوتي ‏ وDinamo Zugdidi ‏ وFC Mertskhali Ozurgeti ‏ وFC Ameri Tbilisi ‏.

## وصلات خارجية
- غريغول دوليدزي على موقع قاعدة بيانات كرة القدم.إي يو (الإنجليزية)
- غريغول دوليدزي على موقع ناشيونال فوتبول تيمز (الإنجليزية)
- غريغول دوليدزي على موقع Soccerway.com (الإنجليزية)